# Іґнац Лемох

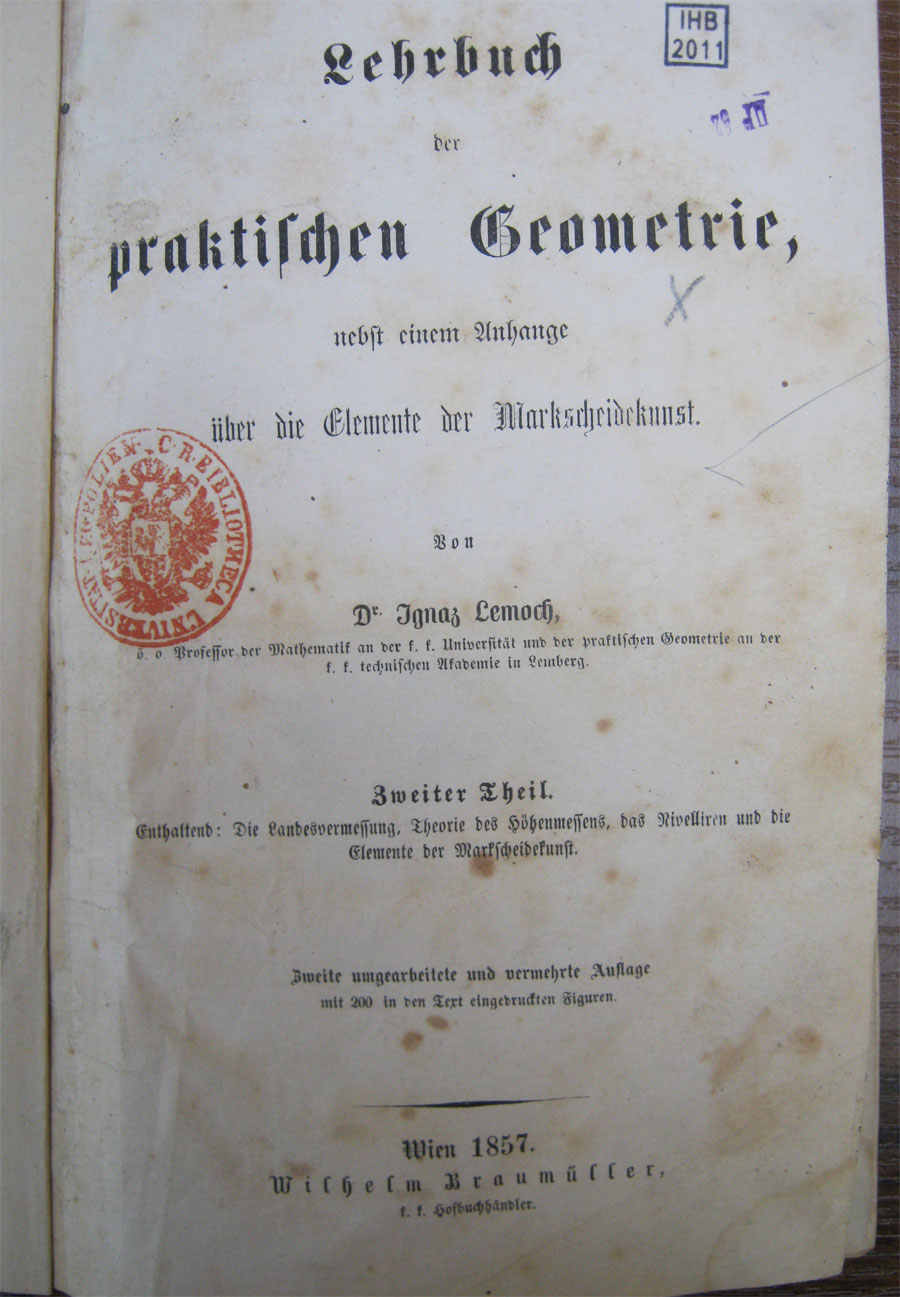

Ігнац Войтєх Лемох, чеськ. Ignác Vojtěch Lemoch, нім. Ignaz Lemoch, пол. Ignacy Wojciech Lemoch (* 7 квітня 1802, м. Нетворжіце, Австрійська імперія, нині Середньочеський край, Чехія — †21 серпня 1875, м. Золочів, Австро-Угорська імперія, нині Львівська область,Україна) — чеський і австрійський геодезист, математик, астроном, педагог і композитор, один з засновників Технічної Академії у Львові (1844). Доктор філософії (1830), професор (1840), ректор Львівського університету (1853/1854 навч. рік).

## Життєпис
Його батько Йозеф Лемох був учителем в школі та органістом римо-католицького костелу Успіння Діви Марії в Нетворжіцях. Крім нього, в родині народилися брати Вінценц (*1792-†після 1860) — органіст, піаніст і учитель музики у Празі, Львові, Кременці (нині Тернопільська область), Відні, Москві і знову у Відні, Йозеф Франтішек (*1795-†1863) — патер, органіст і композитор, та Ян Непомук (*1810-†1863) — співак, піаніст, учитель музики і композитор в польському Кракові.
Початкову загальну і музичну освіти здобув у школі в Нетворжіцях від свого батька. Потім навчався на філософських факультетах Карлового університету у Празі (1820–1822) та університету у Відні (1825–1829). Учень чеського математика, астронома і геодезиста д-ра Франтішека Йозефа Ріттера фон Ґерстнера (*1756-†1832) та австрійського астронома Йозефа Йоганна Едлера фон Літтрова (*1781-†1840), члена-кореспондента Імператорської Академії Наук у Санкт-Петербурзі.
Працював асистентом кафедри практичної геометрії Ц. і. к. Вищої політехнічної школи у Відні (1830–1834), де завідувачем був професор Симон Ріттер фон Штампфер (*1792-†1864), та радником Надвірної будівельної канцелярії з титулом «Hofbaurathbeamter» у Відні (1834–1838).
Взяв участь у конкурсі, 1840 року отримав посаду професора елементарної математики і практичної геометрії у Львівському університеті.
До 1848 року читав курси чистої елементарної математики та практичної геометрії. Після перетворення філософського факультету з підготовчого до інших факультетів, на факультет, котрий готує вчителів гімназій, Лемох читає курси з вищої математики.
Читав також ряд спеціальних та прикладних курсів: теоретична астрономія, аналітична механіка, плоска і сферична тригонометрія із застосуванням до побудови карт і сонячних годинників.
Дбав про читання курсу практичної геометрії, клопотав про придбання інструментів для вимірювань та проведення практичних занять — до відкриття 1844 року Львівської Технічної Академії (у підготовці відкриття якої брав участь) фахівці-геодезисти та по землемірству готувалися в університеті.
На початках роботи Технічної Академії читав там курс практичної геометрії.
Кілька разів був запрошений на посаду професора геометрії в інших університетах — Вроцлав, Краків.
Написав підручник з практичної геометрії «Lehrbuch der praktischen Geometrie», який вийшов двічі (1849, 1857).
Був деканом філософського факультету — в 1843, 1848, 1856 та 1858 роках.
В 1854-55 роках — ректор Львівського університету. На посаді ректора підтримував ініціативи студентів: дозволив створення студентами товариства «Братня поміч», проте намісництво дозволу на це не дало.
Також був знавцем музики, залишив у рукописах багато музичних композицій.
Викладав у Львівському університеті до 1870 року.
Помер 21 серпня 1875 року в Золочеві, похований 23 серпня тамже, ймовірно на старому кладовищі.

## Праці
- LEMOCH Ignaz. Lehrbuch der praktischen Geometrie. — Band 1-2. — Wien: Wilhelm Braunmüller, 1849. — Band 1. — 196 S. : 5 Abd., Band 2. — 172 S. : 5 Abd.
- LEMOCH Ignaz. Lehrbuch der praktischen Geometrie, nebst einen Unhange über die Elemente der Markscheidekunst. — Zweite umgearbeitete und vermehrte Auflage. — Wien: Wilhelm Braumüller, 1857. — Theil 1. — VIII, 316 S. : 244 Abd.; Theil 2. — 271 S. : 200 Abd.
- LEMOCH Ignaz. Lehrbuch der praktischen Geometrie, nebst einen Unhange über die Elemente der Markscheidekunst. — Zweite umgearbeitete und vermehrte Auflage. — Wien: Wilhelm Braumüller, 1857. — Theil 1. — VIII, 316 S. : 244 Abd.; Theil 2. — 271 S. : 200 Abd. — Репринтне видання: Charleston (USA): Nabu Press, 2011. — ISBN 978-1270-9975-11